# Почта QIP
Почта QIP (ранее pochta.ru) — бесплатная служба электронной почты . Предоставляет пользователям доступ к почтовым ящикам через веб-интерфейс и по протоколам POP3, SMTP и IMAP.
Проект начал работу в 1999 году, когда была открыта регистрация почтовых ящиков объёмом 20 Мб в доменах pisem.net и mailru.com. В дальнейшем предоставлялись почтовые адреса на более чем 22 доменах.
Основным доменом этого проекта, начиная с 2009 года, являлся qip.ru.
Сервис предлагал пользователю неограниченный объём для хранения почты.
20 декабря 2018 года на сайте было объявлено о завершении переезда писем пользователей на Яндекс, но пока без подписания договора со стороны Яндекс и о продаже старых серверов.

## Особенности
- Общение и сервисы QIP — возможность доступа ко всем сервисам QIP Архивная копия от 28 февраля 2012 на Wayback Machine
- Партнерская программа — любой обладатель домена может бесплатно создавать и использовать почтовые ящики с его доменным именем, получить web-интерфейс, POP3 и IMAP доступ к почте.
- Обратные адреса — возможность отправлять письма от различных, подтвержденных почтовых ящиков.
- Цепочки сообщений — объединение писем в логические цепочки.
- Алиасы — возможность объединить несколько аккаунтов под одним именем.
- Скины — возможность менять оформление сайта (различные цветовые схемы).
- Метки — возможность устанавливать цветные метки на письма.
- Web IM — возможность использовать веб-версию клиента QIP на сайте, используя свой email как аккаунт Jabber (JID).
- HTTPS — возможность включить автоматическую поддержку HTTPS при работе с сайтом.
- Мобильная версия почты — на проекте представлено два web-интерфейса для платформ iPhone & Android и других платформ.[1]

## Недостатки
- Присутствует реклама
- В ночь на 26 ноября 2011 года администрация просрочила на один день продление домена pisem.net, из-за чего пользователи потеряли доступ к своим письмам, высланным после этого времени
- Очень слабый спам-фильтр
- Периодические зависания и временная недоступность писем и папок (с 2015 года особенно сильно это заметно).
- С 02.06.2015 перестали восстанавливать утерянные и украденные пароли. Форма обратной связи не работает.
- Служба поддержки не работает.
- После закрытия проекта не все аккаунты были перенесены, следовательно, оказались безвозвратно утраченными для большого количества пользователей.

## История
Проект начал работу 1 сентября 1999, и был приобретен группой компаний РБК 1 июля 2000 года.
Проект получил название Почта.ру в 2004.
Объединение проекта QIP.ru и Почта.ру произошло 9 декабря 2009.
Объединение проекта nm.ru и Почта.ру произошло 25 февраля 2009.
Почта.ру является почтой по умолчанию для проекта QIP
В июне 2015 домен pochta.ru был продан «Почте России» Но пользователи сохраняют доступ к почтовым аккаунтам.. С сентября 2017 года работа сервис домена pochta.ru остановил работу с новыми письмами (новые письма приходили до ноября 2017 года), доступ к почтовым аккаунтам сохраняется на сайте www.qip.ru
26 сентября 2018 года на главной странице проекта QIP.ru появилось объявление: «Проект был продан ООО „Престиж Медиа“. Мы обновляем серверное оборудование. С 1 октября 2018 года проект продолжит полноценную работу и развитие», которое 28 сентября было дополнено текстом «Всё будет хорошо :) Всем мир! :)», что можно рассматривать как признание существующих трудностей.
Не позднее 17 октября 2018 года на главной странице сайта Почты QIP появилось сообщение о недоступности сервиса в связи с техническими работами на сервере.
20 декабря 2018 года на сайте было сообщение о передаче почты Яндексу с пока не открытым к ней Яндексом доступом из-за неподписания соглашения стороны Яндекса.
Уже после этого объявления можно было войти в свой почтовый ящик с учётной записью QIP, записанной в полном формате, с почтовым доменом и паролем, от учётной записи QIP. После чего Яндекс просил заполнить анкету и давал доступ к тем почтовым ящикам, перенос которых уже был осуществлён. Тем не менее, оставалось большое количество пользователей, которым было отказано в доступе с сообщением «недопустимое имя пользователя» или «такого аккаунта не существует». При этом техподдержка QIP была недоступна, а группу в социальной сети ВКонтакте новые владельцы (по состоянию на февраль 2019 г.) не сопровождают. В обсуждениях группы стало понятно, что систему в том, какие адреса переданы на Яндекс, а какие нет — найти трудно. Исходя из слов пользователей, очевиден тот факт, что в действительности не все аккаунты QIP были перенесены на Яндекс, следовательно, были безвозвратно утрачены; на форумах сторонних ресурсов юзеры также подняли обсуждение и стали советовать друг другу «забирать данные, отвязывать почту».
После окончания передачи почты на сервисы Яндекса, администрацией портала было принято решение полностью отказаться от предоставления почтового сервиса. Страничка сервиса на портале приводит на сообщение о несуществующем ресурсе. Новые учётные записи создаются, но не обеспечены сервисом электронной почты. Войти с учётными записями, созданными после окончательного переезда, на сервис Яндекса уже не получится. Однако по состоянию на декабрь 2019 г. зарегистрироваться (создать новую учётную запись) и авторизоваться на сервисе QIP также уже не представляется возможным.
В помощи Яндекс Почты появился целый раздел, посвящённый пользователям доменов QIP, из которого ясно, что QIP оставил домены за собой, и работоспособность почты продолжает зависеть от стабильности работы портала. Из которого также ясно, что не все аккаунты были переданы, а значит, не все бывшие пользователи смогут пользоваться своим ящиком QIP на Яндексе.
В конце января 2019 Яндекс при входе в перенесённые почтовые ящики QIP принудительно заставлял сменить пароль, переданный от QIP.
В феврале 2019 на главной странице портала QIP появилось сообщение о приносимых извинениях тем пользователям, у которых при передаче почты на сервисы Яндекса, информация в почтовом ящике была утеряна. Из сообщения следует, что Яндекс дал доступ только тем учётным записям, у которых сохранилась переписка и дерево папок.
Проект по состоянию на декабрь 2019 года закрыт, бывший почтовый сервис mail.qip.ru сопровождает краткая информация о переезде на Яндекс и о прекращении поддержки почтового сервиса со стороны QIP.
13 января 2021 г. регистрационные данные домена pisem.net были изменены, после чего пользователям почтовых ящиков @pisem.net в очередной раз перестала приходить почта. Проблема, по видимому, заключается в некорректно заполненных MX-записях на стороне владельца домена pisem.net.
22 сентября 2021 делегирование доменa qip.ru было прекращено. Все сервисы qip.ru, в том числе и почтовый, стали недоступными. При этом регистратор домена qip.ru ООО «СэйлНеймс» утверждает, что он не прекращал делегирование.